# Triodia rigidissima
Triodia rigidissima är en gräsart som först beskrevs av Pilg., och fick sitt nu gällande namn av Michael Lazarides. Triodia rigidissima ingår i släktet Triodia och familjen gräs. Inga underarter finns listade i Catalogue of Life.